# Кавалеров (посёлок)
Кавале́ров — посёлок в Суземском районе Брянской области. Входит в состав Новопогощенского сельского поселения.

## География
Посёлок находится в юго-восточной части Брянской области, на расстоянии приблизительно 9 км (по прямой) к северо-западу от посёлка Суземка, административного центра района.

### Часовой пояс
Посёлок Кавалеров, как и вся Брянская область, находится в часовой зоне МСК (московское время). Смещение применяемого времени относительно UTC составляет +3:00.

## История
Посёлок упоминается с 1930-х годов. На карте 1941 года был отмечен как Косалерово с 11 дворами.

## Население
| 2010 | 2013 |
| ---- | ---- |
| 0    | →0   |